# Árrio Mécio Graco
Árrio Mêmio Graco (em latim: Arrius Memmius Gracchus) foi um oficial romano do final do século IV. Homem claríssimo, era nativo e patrono de Salerno, na Campânia. Talvez pode ser associado ao consular da Campânia Graco.